# 218 a. C.
El año 218 a. C. fue un año del calendario romano prejuliano. En el Imperio romano se conocía como el año 536 ab urbe condita.

## Acontecimientos

### Cartago
- Batalla de Lilibea entre Cartago y la República romana.
- Aníbal, con alrededor de 40 000 hombres y 50 elefantes, parte de Cartago Nova (actual Cartagena, España) hacia el norte de Hispania y cruza los Pirineos, donde su ejército encuentra una fuerte resistencia en las tribus pirenaicas. Esta oposición y la deserción de parte de sus tropas hispanas disminuye mucho su número, pero alcanza el río Ródano enfrentándose a poca resistencia por parte de las tribus del sur de la Galia.
- Batalla del cruce del Ródano
- Después de cruzar el río Ródano y encontrarse con líderes galos amistosos encabezados por los boyos del norte de Italia, cuyo conocimiento de los pasos alpinos son de gran ayuda para Aníbal, los cartagineses cruzan el río Durance. El ejército de Aníbal se encara con los Alpes, bien por el Col de Grimone o bien por el Col de Cabre, luego a través de la cuenca del Durance descendiendo al territorio de los hostiles taurinos, donde Aníbal arrasa su capital, la moderna Turín.
- El general cartaginés Aníbal, que asumió la jefatura del Ejército tras la muerte de Asdrúbal, desencadena la segunda guerra púnica al dirigirse a Roma desde Hispania, al frente de un poderoso ejército de 60.000 infantes, 9.000 jinetes y 60 elefantes de guerra.[1]

### Imperio seléucida
- Las negociaciones entre el nuevo rey egipcio Ptolomeo IV Filopator y el rey seléucida Antíoco III el Grande fracasan. Antíoco renueva su avance, arrasando las defensas avanzadas de Ptolomeo y así gana territorio en Líbano, Palestina y Fenicia.

### Península ibérica
- Un ejército cartaginés bajo el mando de Aníbal Barca ataca a los aliados hispanos de Roma. La inactividad de Roma anima a Aníbal a embarcarse en una desafiante campaña: la conquista de Hispania hacia el norte, hasta llegar a los Pirineos, una clara violación del tratado del río Ebro de la primera guerra púnica. Asdrúbal, el segundo hijo de Amílcar Barca, queda al mando de Hispania mientras su hermano Aníbal comienza su campaña.
- Sitio de Sagunto por Aníbal.
- Comienzo de la segunda guerra púnica.
- Desembarco de los romanos al mando de Cneo Escipión en Ampurias. Primeras operaciones de la segunda guerra púnica en la península. Comienza la hegemonía romana en Hispania.[2]
- Roma lucha contra los ilergetas de Indíbil y otras tribus al norte del Ebro.
- Fecha de fundación de Tarraco.
- Batalla de Cissa en otoño.
- Gadir (Cádiz) es azotada por un maremoto.

### República romana
- Consulados de Publio Cornelio Escipión y Tiberio Sempronio Longo en la Antigua Roma.[3]
- Un ejército romano al mando del cónsul Escipión es transportado por mar a Massilia (moderna Marsella, Francia) para impedir a Aníbal que avance hacia Italia. Conforme Escipión se traslada al norte siguiendo la orilla derecha del Ródano, tiene conocimiento de que Aníbal ya ha cruzado el río. Dándose cuenta de que Aníbal probablemente planea cruzar los Alpes, Escipión vuelve al norte de Italia para esperarle. Sin embargo, aun así envía un ejército a Hispania dirigido por su hermano mayor, Cneo Cornelio Escipión Calvo, para que maneje a las fuerzas cartaginesas que todavía se encuentran allí.
- Un segundo ejército romano, bajo el otro cónsul, Sempronio Longo, se reúne en Sicilia para embarcarse hacia el norte de África.
- Un ejército romano bajo Escipión se apresura hacia el río Po para proteger las recientemente fundadas colonias romanas de Placentia (moderna Piacenza, Italia) y Cremona. Las fuerzas de Aníbal se encuentran con el ejército de Escipión en las llanuras al oeste del río Ticino en la batalla de Tesino y la caballería númida de Aníbal prevalece sobre los romanos. Escipión es gravemente herido y los romanos se retiran a Placentia.
- El Senado romano, apesadumbrado por el rápido contratiempo en Tesino, ordena a Tiberio Sempronio Longo que viaje desde Sicilia para reforzar las tropas de Publio Cornelio Escipión.
- 18 de diciembre: los ejércitos combinados de Tiberio Sempronio Longo y Escipión se enfrentan con Aníbal en la orilla izquierda del río Trebia, al sur de Placentia, y son severamente derrotados en la batalla del Trebia.
- La victoria de Aníbal sobre los romanos atrae a los galos y los ligures al lado de Aníbal, de manera que su ejército se ve considerablemente aumentado por los reclutas celtas.
- Melita (Malta) es incorporada a la República romana.